# Самадалашвили, Иван Захарович
Иван Захарович Самадалашвили — советский хозяйственный, государственный и политический деятель, Герой Социалистического Труда. Заслуженный пилот СССР (1969).

## Биография
Родился в 1926 году в Тифлисе. Член КПСС с года.
С 1944 года — на хозяйственной, общественной и политической работе. В 1944—1984 гг. — курсант в лётном училище, военнослужащий в 18-м авиационном отряде Гражданского воздушного флота, пилот Грузинского территориального управления ГВФ, пилот-инструктор, начальник Тбилисского объединённого авиационного отряда, заместитель начальника, начальник Грузинского управления гражданской авиации Министерства гражданской авиации СССР.
Указом Президиума Верховного Совета СССР от 2 апреля 1966 года за достигнутые успехи в развитии сельского хозяйства, промышленности и науки Грузинской ССР присвоено звание Героя Социалистического Труда с вручением ордена Ленина и золотой медали «Серп и Молот».
Избирался депутатом Верховного Совета Грузинской ССР 6-го, 8-го, 9-го и 10-го созывов. Делегат XXIV съезда КПСС.
Умер в Тбилиси в 1984 году.